# エッツタール

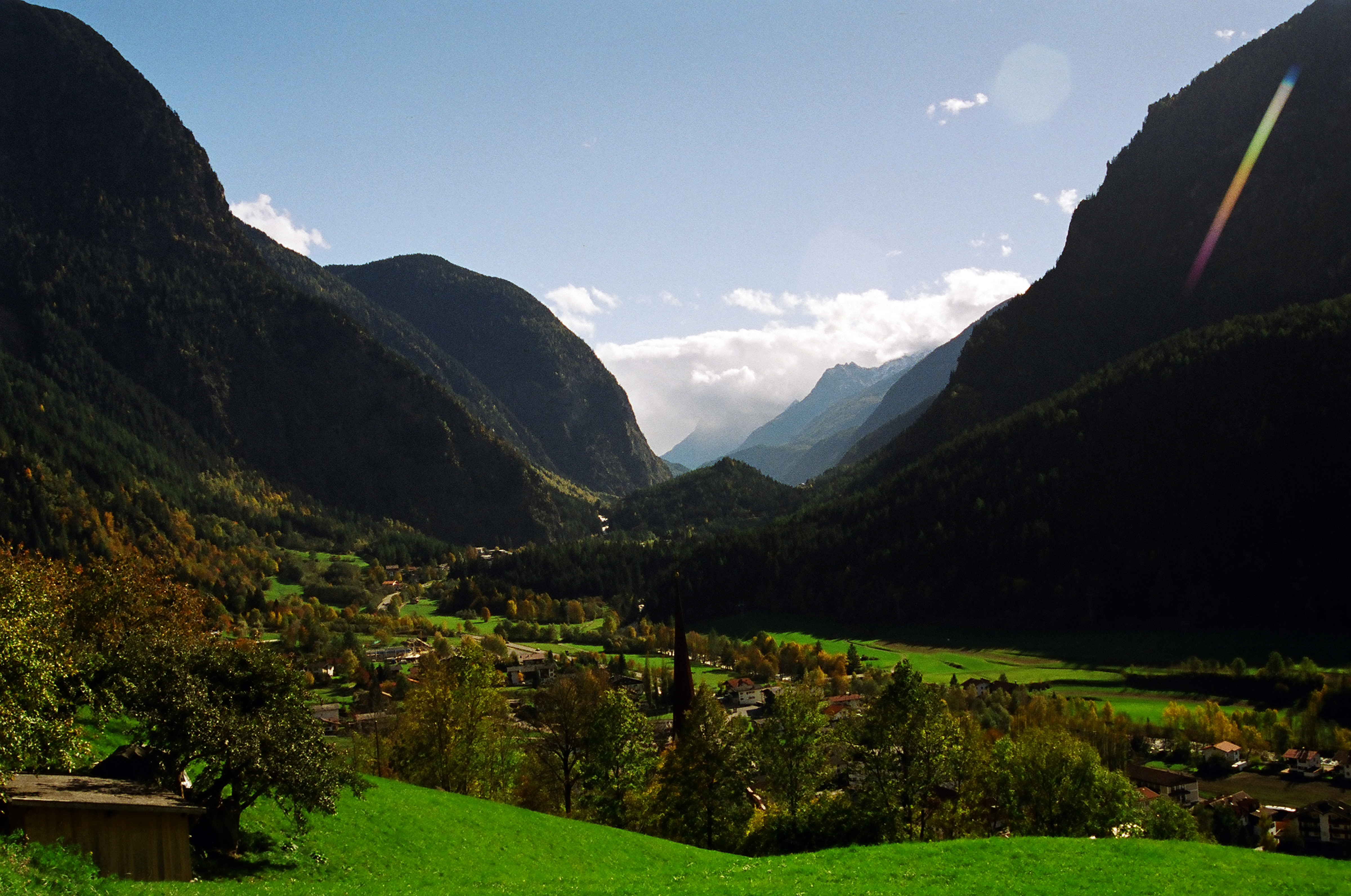
エッツの町からエッツタールを南望

エッツタール（エッツ渓谷, Ötztal）は、オーストリア共和国チロル州に位置するアルプス山脈の谷。東アルプス最大の渓谷の1つである。
エッツ渓谷は、北へ向かって流れるエッツタール川に沿って形成されている。東を、西をエッツタールアルプスに挟まれた場所に位置し、谷の長さは65km（40mi）である。谷の北端はエッツタール川とイン川の合流点であり、イムストから東へ8km、インスブルックから西へ50kmの地点である。谷にはエッツタール駅という鉄道駅が1つだけあり、インスブルックとブルーデンツを結ぶアールベルク鉄道が運行している。また欧州自動車道路E60号線のA12インターチェンジが立地する。
谷の南端はグルグラータール（Gurglertal、グルグルの谷）とも呼ばれ、イタリアとの国境地帯となっている。アルプス山脈の主脈によって形成された谷であり、多くの氷河とヴァイスクーゲルやジミラウンなどの高い峰を持つ。エッツタールの最南端に位置するオーバーグルグルの村落はオーストリアで最高標高の教区である。
エッツタールは北から順にザウテンス、エッツ、ウムハウゼン、レンゲンフェルト、ゼルデンの5つの基礎自治体から構成される。谷の主な産業は観光産業であり、登山家とスキーヤーの双方からよく知られている。エッツタールの高標高地域であるゼルデン、ホッホグルグル、ホッホゼルデンはスキーリゾートである。ティンメルスヨッホはエッツタールからイタリア・ボルツァーノ自治県のパッシリーアの谷とメラーノを結ぶ。
エッツターラー・グレチャーシュトラーセは、ヨーロッパで2番目に標高が高い舗装道路である。この道路はゼルデンからエッツタールアルプスにあるレッテンバッハ氷河やティーフェンバッハ氷河（Tiefenbachferner）に至る。 レッテンバッハ氷河では、夏季に氷河スキーをすることができる。

## アイスマン

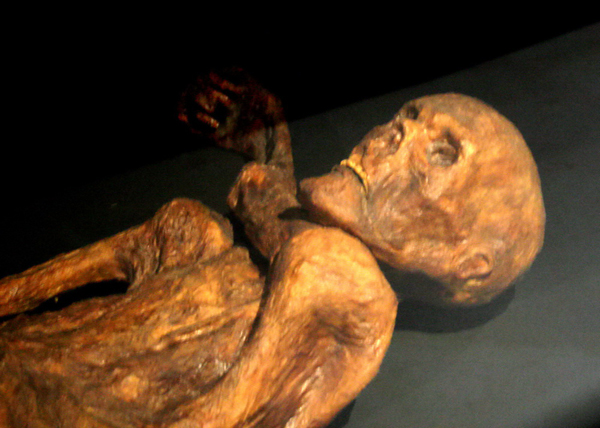
アイスマン

1991年、アイスマンの愛称で知られることとなる紀元前3300年頃のミイラがジミラウンのフィンアイルシュピッツェ近隣のシュナルスタール氷河付近で見つかった。ジミラウンヒュッテから1時間ほど歩いたところにアイスマンのモニュメントがある。

## ギャラリー

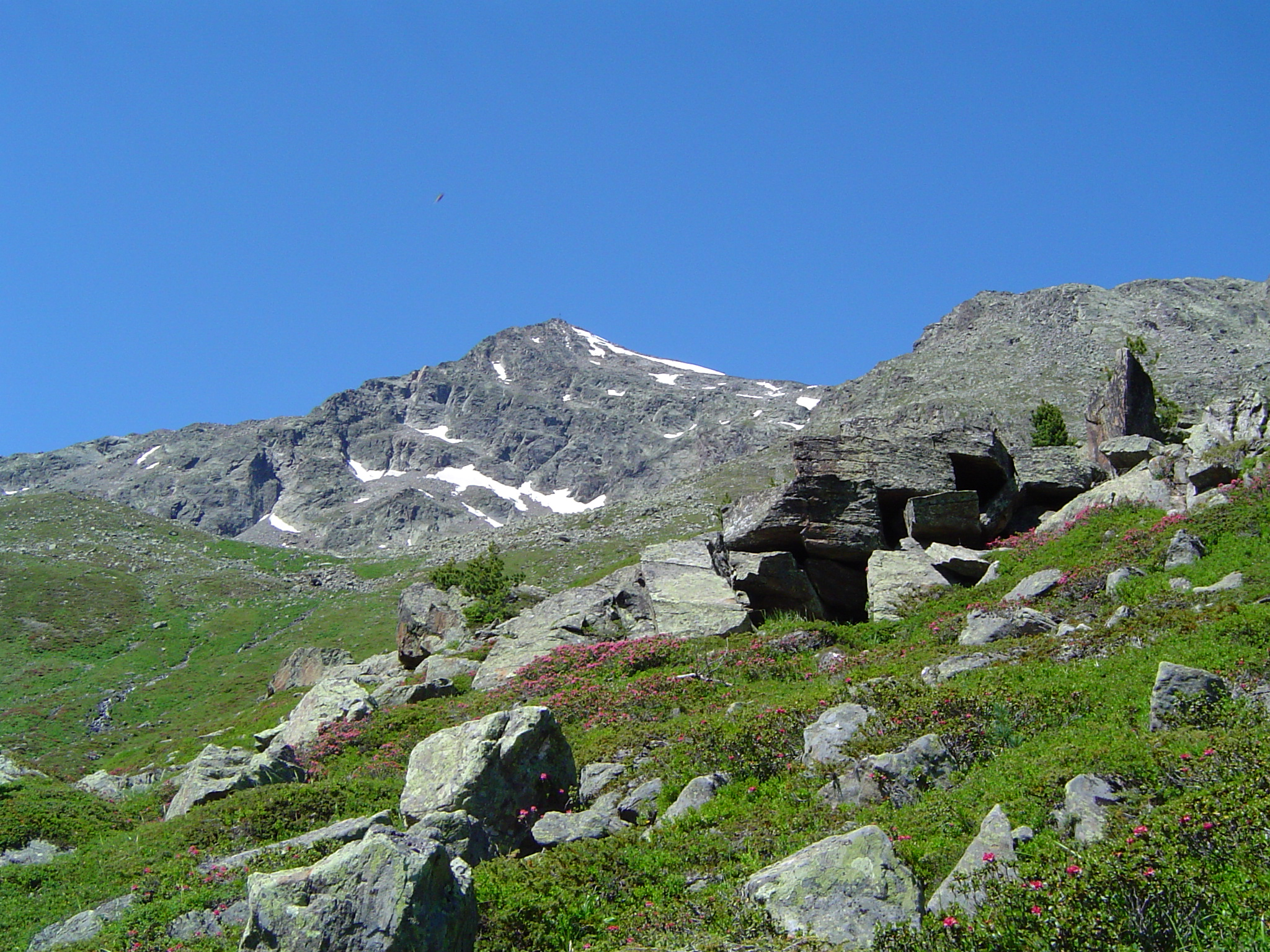
ネーダーコーゲル（Nederkogel、3163m）
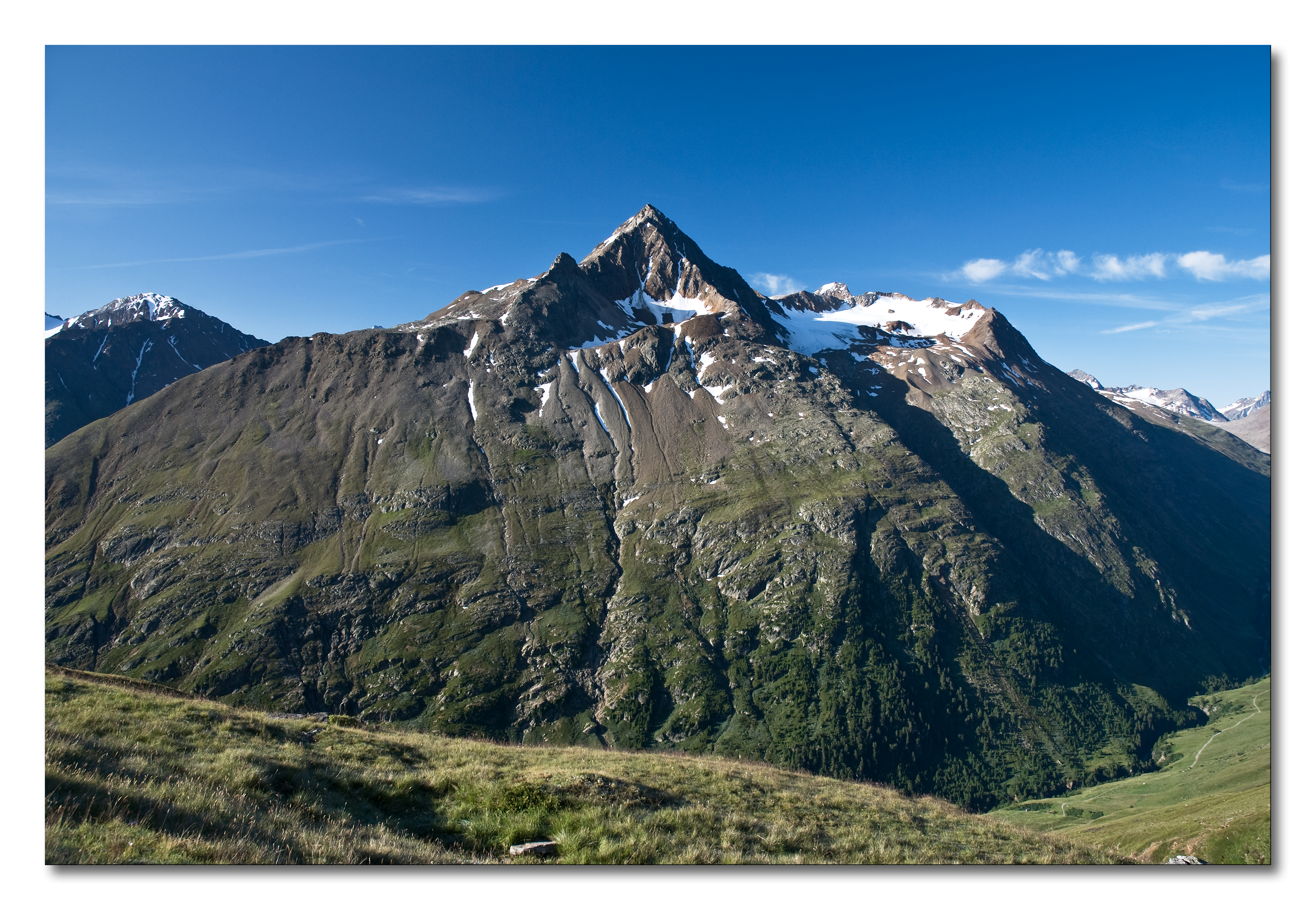
タールライトシュピッツェ（Talleitspitze、3406m）
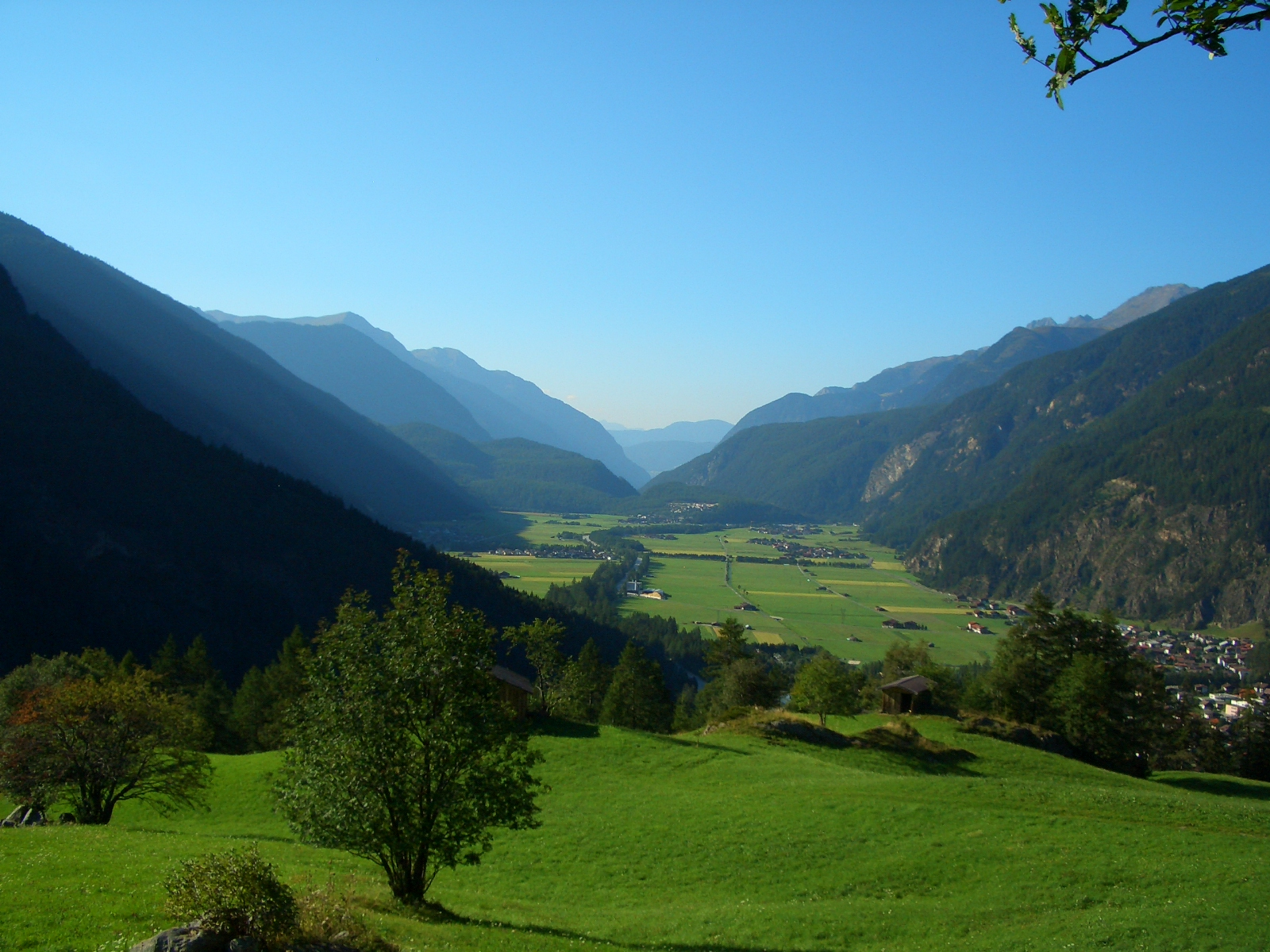
レンゲンフェルト付近
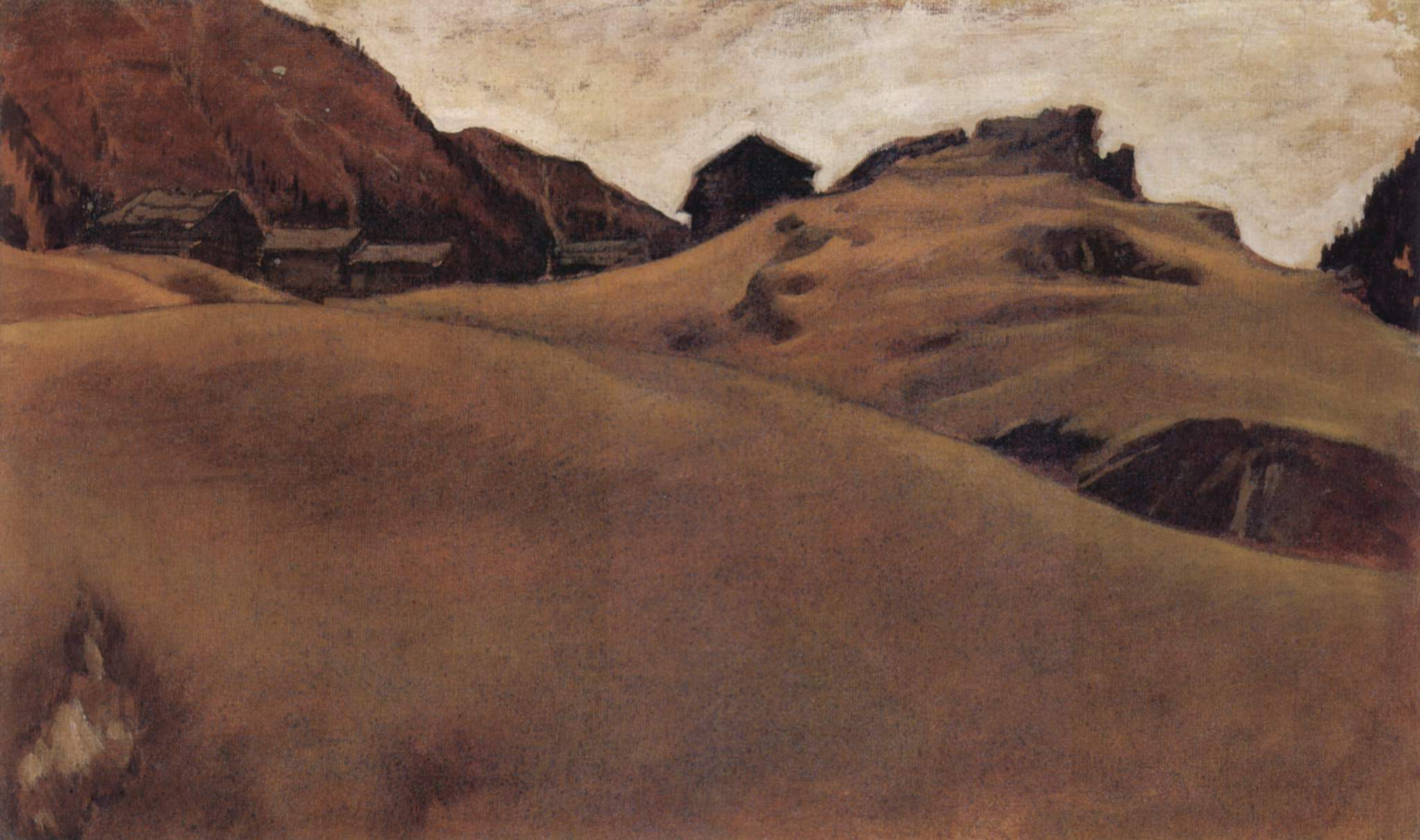
アルビン・エッガー＝リエンツ（英語版）作「エッツタールのアルプの風景」（1911年）